# Tubariaceae
Tubariaceae Vizzini – rodzina grzybów znajdująca się w rzędzie pieczarkowców (Agaricales).

## Systematyka
Pozycja w klasyfikacji według Index Fungorum: Agaricales, Agaricomycetidae, Agaricomycetes, Agaricomycotina, Basidiomycota, Fungi.
Do rodziny Tubariaceae według CABI databases należą rodzaje:
- Cyclocybe Velen 1939 – polownica
- Flammulaster Earle 1909 – płomienniczek
- Hemistropharia Jacobsson & E. Larss. 2007
- Pachylepyrium Singer 1958
- Phaeomarasmius Scherff. 1897 – ciemnotwardnik
- Pleuromyces Dima, P.-A. Moreau & V. Papp 2018
- Tubaria (W.G. Sm.) Gillet 1876 – trąbka

Nazwy naukowe na podstawie Index Fungorum. Polskie nazwy na podstawie pracy Władysława Wojewody z 2003 r..